# هاشم السبتي
هاشم حسين السبتي (1946 - 29 أكتوبر 2000) صحفي وشاعر وكاتب مذكرات كويتي. ولد في مدينة الكويت. حصل على دبلوم معهد المعلّمين، عام 1968. عمل مدرّسًا عشر سنوات، ثم أمينًا لتحرير مجلّة الرائد التي تصدر عن جمعيّة المعلمين ونائبًا لرئيس تحرير مجلة اليقظة. شغل وظيفة مدير إدارة المشاريع الثقافية ومدير معرض الكتاب العربي حتى تقاعده. له ديوان شعر عنوانه ليالي الألم 1992 ومذكرات من آلام الغزو 1992 ومن وحي المحبة 1995. توفي في مسقط رأسه وهو شقيق علي السبتي.

## سيرته
ولد هاشم حسين السبتي سنة 1946 في مدينة الكويت في حي القبلة. درس في مدرسة عمر بن الخطاب القريبة من سكن أسرته، ثم انتقلت دراسته إلى مدرسة حولي المتوسطة، وبعد أن اجتازها درس في معهد المعلمين ونال الدبلوم الخاص به سنة 1968. 

عمل بالتدريس عشر سنوات، وسكرتيرًا لتحرير مجلة الرائد التي تصدر عن جمعية المعلمين أربع سنوات، ونائبًا لرئيس تحرير مجلة اليقظة، ثم عمل في المجلس الوطني للثقافة والفنون والآداب من 1978 حتى 1994 وتدرج في الوظائف حتى صار مديرًا لإدارة المشاريع الثقافية ومديرًا لمعرض الكتاب العربي قبل تقاعده عام 1994.

مارس الكتابة الصحفية السياسية والأدبية. إشترك في العديد من الندوات والاجتماعات والمعارض الأدبية والإقليمية. وكان عضواً في رابطة الأدباء الكويتيين وجمعية المعلمين الكويتية وجمعية الصحافيين الكويتية. 

توفي في 29 أكتوبر 2000.

## مؤلفاته
- ليالي الألم، شعر، 1992
- من آلام الغزو، خواطر، 1992
- من وحي المحبة، خواطر، 1995
- عاشق الكويت:عبد الله العتيبي، 1995